# Adloyadà
Adloyadà (hebreu עדלאידע) és la desfilada anual que se realitza dintre dels actes de la celebració del Purim, i té lloc a diverses ciutats de l'estat d'Israel, destacant el Adloyadà de la  ciutat de Holon conegut com Adloyada Holon Purim Parade.

## Història i descripció
L'origen de l'Adloyadà és a la festa del Purim que té un clar origen historic-religiós, ja que commemora la intervenció de la reina Ester per protegir el poble jueu de la persecució perpetrada per Aman a l'antiga Pèrsia fa més de 2.400 anys.
La primera volta que tingué lloc l'Adloyadà d'Israel va tenir lloc el 1912 a Tel Aviv i va experimentar una edat d'or als anys 30 abans d'aturar-se el 1936. A l'Adloyadà com al carnaval, la regla és no prendre's res de debò i burlar-se de tot.
Aquesta festa està relacionada amb la tradició de crear disfresses i màscares que es fan servir a l'escola i a la sinagoga durant la festa del Purim. Això es deu en part a la noció que Esther oculta la seva veritable identitat com a jueva per por.
Les mascarades del Purim són una de les manifestacions més populars del judaisme, considerant-les com una expressió d'alegria, sense un propòsit específicament religiós, tot i estar relacionades amb la festivitat, encara que al començament les disfresses més usades eren les relacionades amb l'origen històric religiosos del Purim.

## Adloyada Holon Purim Parade
Adloyada Holon Purim Parada és un dels esdeveniments més grans de Purim a Israel.
Milers de persones participen en la desfilada, que té un tema diferent cada any, els participants són alumnes de Holon, els estudiants de diversos centres esportius i culturals, grups de gimnastes, acròbates i malabaristes, grups de dansa i conjunts musicals, grups de teatre de carrer, i enormes carrosses de colors. Turistes de tot Israel i de l'estranger, assisteixen a la desfilada de l'Adloyadà, que serpenteja a través dels carrers principals d'Holon davant de milers d'espectadors de totes les edats. Normalment, la desfilada acaba amb una festa al carrer, a la plaça de la vila, davant de l'Ajuntament.